# Имплицитная память
Имплици́тная память (лат. implicitus «свёрнутый, закрытый»), скры́тая па́мять или недоступная па́мять — тип памяти, который обеспечивает использование информации, полученной на основе неосознаваемого прошлого опыта. Этот вид памяти часто противопоставляется осозноваемой эксплицитной памяти. 
Опытным подтверждением существования имплицитной памяти считают явление фиксирования установки (эффект предшествования, прайминг), когда наблюдаемый субъект успешнее решает задачи, к которым он был подготовлен в предшествующем бессознательном опыте. Существование имплицитной памяти также подтверждается явлением имплицитного научения, результатом которого является имплицитное знание в форме абстрактных представлений, которые в отличие от эксплицитных знаний не поддаются словесным описаниям, однако, могут быть объяснены на конкретных примерах.

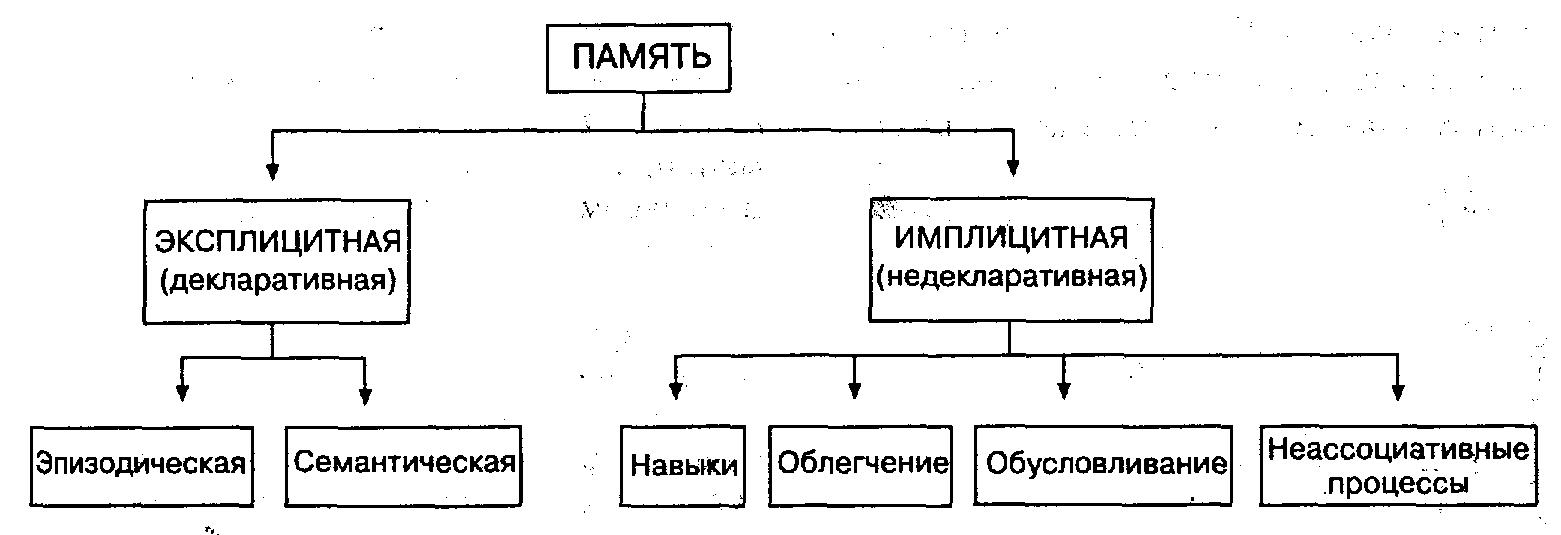
Классификация памяти по осознанности

## Состав имплицитной памяти
- Процедурная память, в которой хранится информация, касающаяся определенных действий, и отвечающая на вопрос о том как эти действия выполняются.
- Обусловленная память, включающая в себя поведение, усвоенное с помощью классической выработки условного рефлеса (классическое обусловливание) или с помощью оперантного обусловливания. Эти виды обусловливания могут определять реакции на травмы у людей с ПТСР.

Имплицитная память имеет многоуровневую структуру, включающую по крайней мере три слоя:
- глубинных психологических установок
- зафиксированных установок
- привязок.

Эксперименты Джона Кильстрема с семантическим фиксированием установки показали, что постгипнотическая амнезия нарушает эпизодическую, но не семантическую память. Это показывает различие имплицитной и эксплицитной памяти.
Имплицитная память независима от эксплицитной памяти. Связанными с концепцией имплицитной памяти являются понятия бессознательной памяти (Й. Брейер, З. Фрейд. Изучение истерии) и неосознаваемой памяти.